# Die Verwaltung
Die Verwaltung, Untertitel Zeitschrift für Verwaltungsrecht und Verwaltungswissenschaften, ist eine 1968 gegründete Fachzeitschrift für Verwaltungsrecht und Verwaltungswissenschaft. Sie wurde von 1968 bis zu seinem Tod 1974 von Ernst Forsthoff herausgegeben.
Herausgeber sind heute Gabriele Britz, Stefan Fisch, Johannes Masing, Matthias Ruffert, Klaus Ferdinand Gärditz, Michael Fehling und Hinnerk Wißmann; sie erscheint vierteljährlich im Verlag Duncker & Humblot mit einer Auflage von 700 Exemplaren.

## Eine Vorgängerzeitschrift
Von 1933 bis 1945 existierte die Zeitschrift Deutsche Verwaltung (DV). Sie wurde 1933 als NSDAP - Organ für das Verwaltungsrecht gegründet. Sie wurde die Zeitschrift der Fachgruppe „Verwaltungsrechtswahrer“  im Nationalsozialistischen Rechtswahrerbund (NSRB). In ihr publizierten überwiegend Praktiker des Rechts, wie Ministerialräte, Bürgermeister, Landräte und Rechtsanwälte. Aber auch die Prominenz der NSDAP wie Hans Frank, Staatssekretär Stuckart, Innenminister [Wilhelm Frick] u. a. Ab 1938 finden wir auch Autoren der SS. Ab 1940 fungierten u. a. Heydrich und Kaltenbrunner als Herausgeber. Daneben finden sich wissenschaftliche Autoren wie Theodor Maunz, Ulrich Scheuner u. v. m.